# Spahn (Familie)

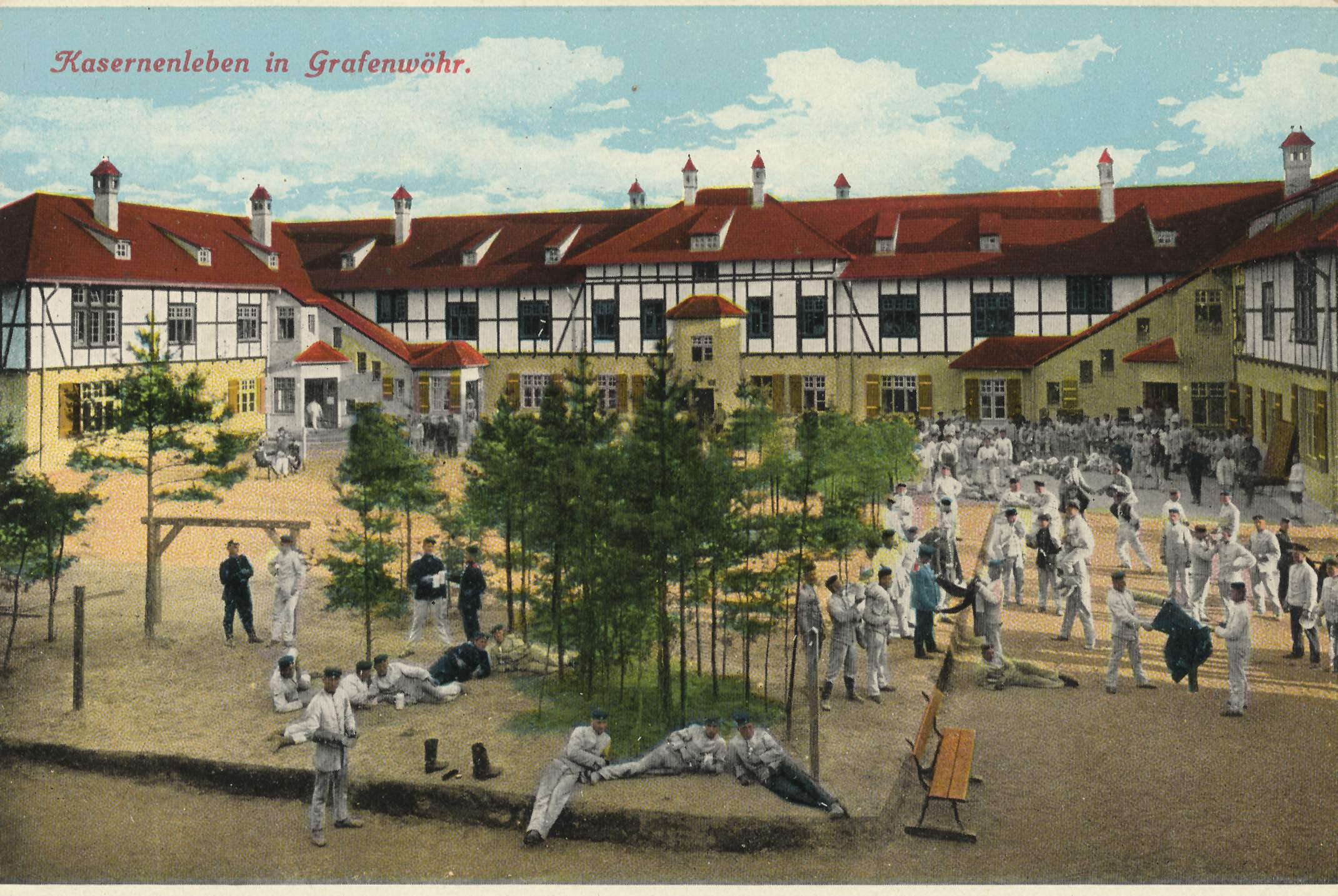
„Kasernenleben in Grafenwöhr“; Karte „Nr. 9“ von Hans Spahn mit zahlreichen Fotomontagen

Spahn lautet der Name einer Familie, deren unternehmerische Beschäftigung mit der Fotografie sich bis in die Anfangszeit der Lichtbilder zurückverfolgen lässt. Der Familienbetrieb hatte seinen Standort schon vor der Zeit des Deutschen Kaiserreichs zunächst in der unterfränkischen Kleinstadt Hammelburg, wo Ende des 19. Jahrhunderts der Truppenübungsplatz Hammelburg für die Bayerische Armee eröffnet wurde, und folgte später dem Ruf des königlich-bayerischen Armeekorps nach Grafenwöhr, dem Ort, den Prinzregent Luitpold von Bayern 1908 für den Truppenübungsplatz Grafenwöhr und die Errichtung der „Garnison Grafenwöhr“ verfügt hatte.

## Geschichte
Die Geschichte der Fotografenfamilie beginnt mit Michael Spahn, der sich im Jahr 1842 in Hammelburg niederließ und sich als Erster am Ort schon früh mit den Folgen der Erfindung der Daguerreotypie beschäftigte. Doch erst 1860, nachdem die „Papierphotographie“ erfunden worden war und anstelle von Unikaten Fotos nun auch preiswerter vervielfältigbar wurden, erwarb Andreas, der Sohn Michael Spahns, ein Gebäude in der Hammelburger Weihertorstraße, wo er ein fotografisches Atelier eröffnete. Nachdem zumindest zeitweilig auch andere Fotografen vor Ort tätig wurden und 1895 der neu eingerichtete Truppenübungsplatz am Ort das Geschäft belebte, übernahm im Jahr 1900 Andreas Spahns Sohn Hans das Unternehmen, verkaufte es aber bereits nach wenigen Jahren um 1907 an seinen Gesellen Oscar Hepperlin.

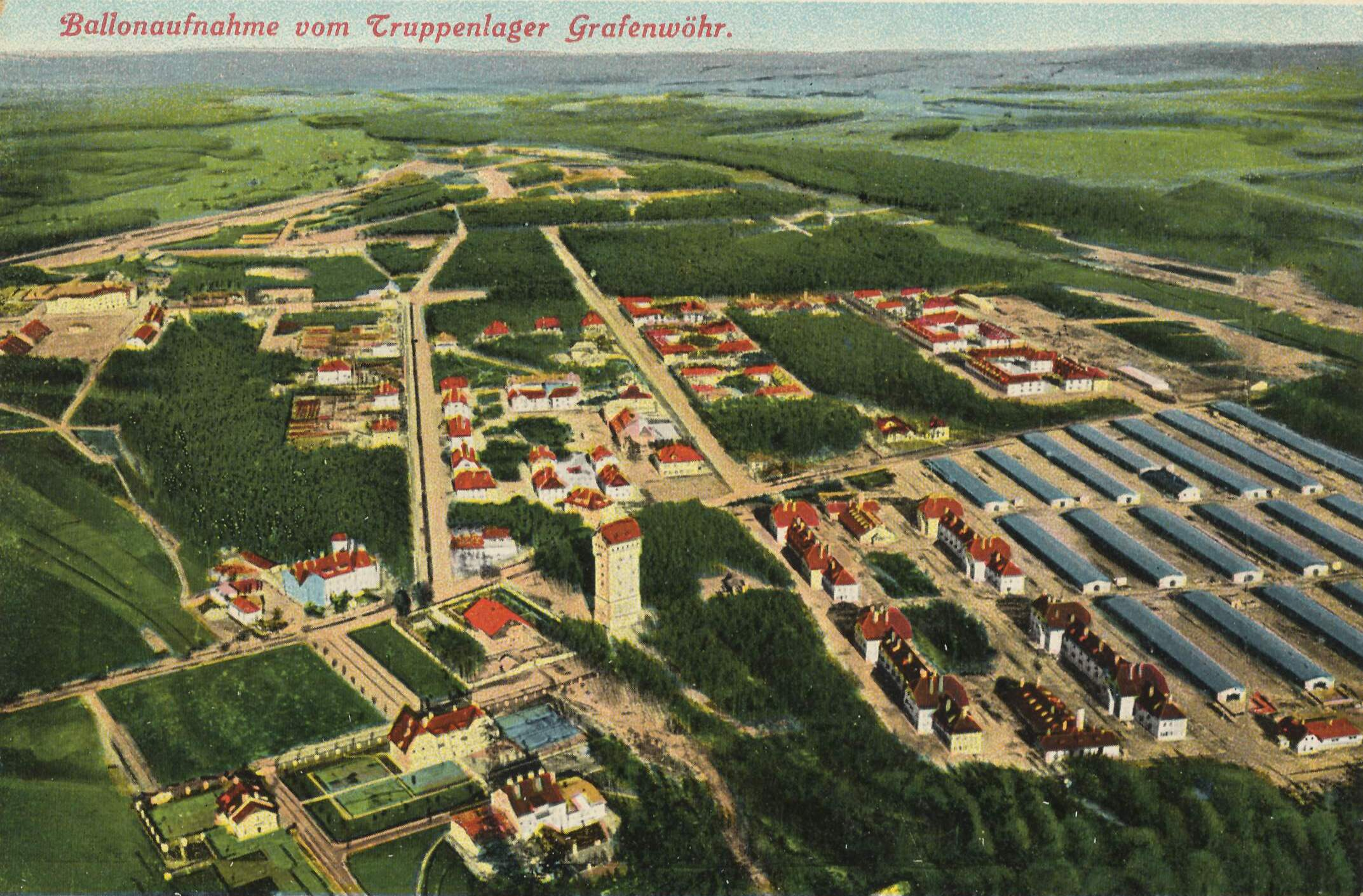
„Ballonaufnahme vom Truppenlager Grafenwöhr“, mit dem Wasserturm des Ortes in der Bildmitte;
Ansichtskarte „Nr. 1“ von Hans Spahn

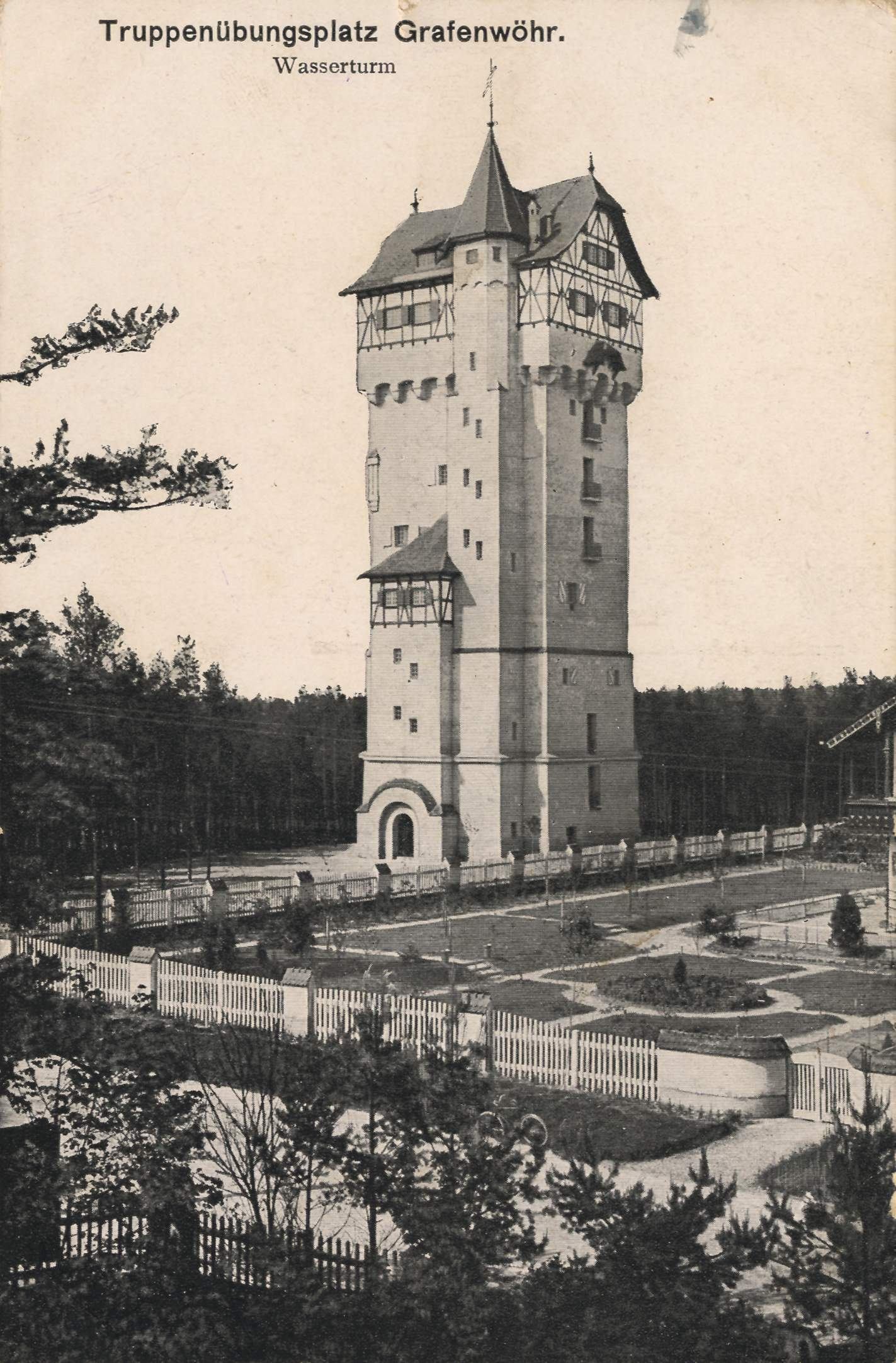
Der von Wilhelm Kemmler errichtete Wasserturm;
Lichtdruck-Ansichtskarte „375“ des Mitbewerbers P. H. B., 1915 als Feldpost versandt

Rund drei Jahre später wurde Hans Spahn „[...] 1910 vom königlich-bayerischen Armeekorps nach Grafenwöhr [und zu dem dort im Bau befindlichen Truppenübungsplatz] berufen“, wo der Fotografenmeister – ebenso wie der für das Militär vor Ort tätige ausführende Architekt Wilhelm Kemmler – „[...] zur damaligen Zeit wohl zu den Wenigen [... zählte], die eine Kamera besaßen“ und diese auch beruflich nutzten. So fand manche Aufnahme Wilhelm Kemmlers eine Vervielfältigung durch Hans Spahn, der neben einem Atelier in Grafenwöhr nun auch als Verleger für Ansichtskarten in Erscheinung trat, die zumindest teilweise auch Fotografien des Architekten Kemmler wiedergaben. Zu den von Spahn teilweise fortlaufend nummerierten Ansichtskarten zählt die kolorierte „Nr. 1“ als Ballonaufnahme vom Truppenübungsplatz zugleich zu den frühen Luftbildfotografien in Deutschland. Den von Wilhelm Kemmler errichteten Wasserturm lichtete jedoch ein Mitbewerber von Spahn ab, der Verlag P. H. B. als eigene Ansichtskarte unter der fortlaufenden Nummer „375“.
Neben Architekturaufnahmen verlegte Hans Spahn auch Motive mit der Darstellung menschlicher Aktivitäten, vor allem der zahlreichen Soldaten vor Ort. So zeigt etwa seine Ansichtskarte „Nr. 9“ unter dem Titel „Kasernenleben in Grafenwöhr“ wohl an die hundert zumeist weiß uniformierte Männer, die – wie in einem Panoptikum – verschiedenste von Soldaten auf einem offenen Innenhof ausübbare Tätigkeiten widerspiegelt. Erst bei genauerer Betrachtung entpuppen sich diese Darstellungen als eine ganze Sammlung feinst in die Ansicht hineinmontierter Kunstgriffe.
Über die Findmittel-Datenbank des Bayerischen Hauptstaatsarchivs können von der „Hans Spahn Fotografische Kunstanstalt“ auch weitere Ansichtskarten und Fotografien aus der Zeit des Ersten Weltkrieges gefunden werden, darunter Aufnahmen mit Kriegsgefangenen, zum Teil mit dem Zensurvermerk „Verboten“, Franzosen bei der „Arbeit“ oder bei einer Beerdigung sowie ein „russisch-orthodoxer Pope“ (siehe unter dem Abschnitt Weblinks).